# 2プラス2 (自動車の車体形状)

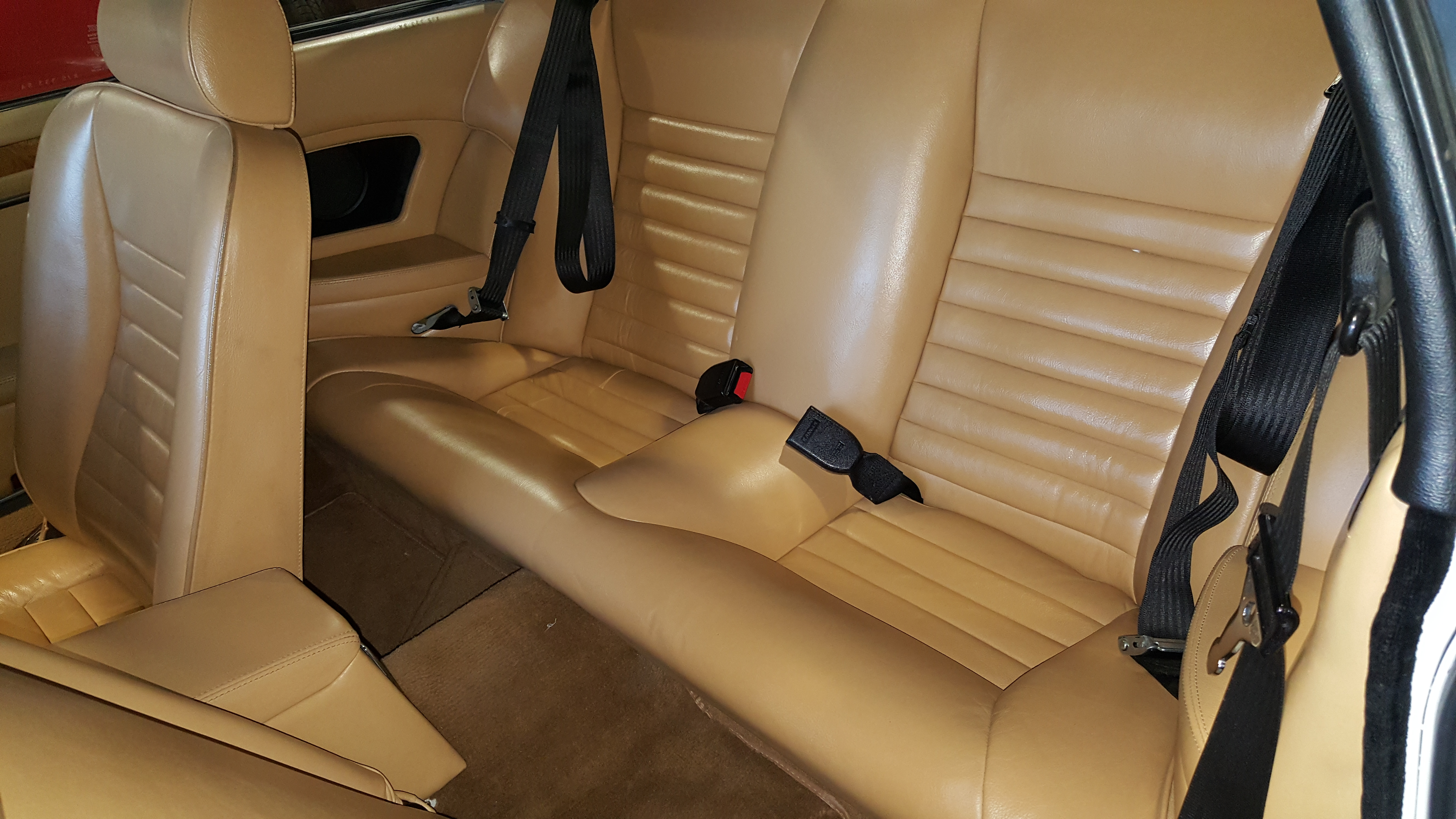
1982年式ジャガー・XJS HEクーペの後部座席

2+2（2プラス2）は、自動車の車体様式のクーペ型のなかの一つで、運転席と助手席に加えて、後部に足元空間が狭い座席（子供用か普段は使わない予備座席）を2つ持つ。したがって、通常の大きさの後部座席を持つ4人乗りまたは5人乗り版とは異なる。後部座席を持たないクーペを販売する自動車メーカーの中には、こういった車を「2+2」として売り出していることが多い。

## 定義

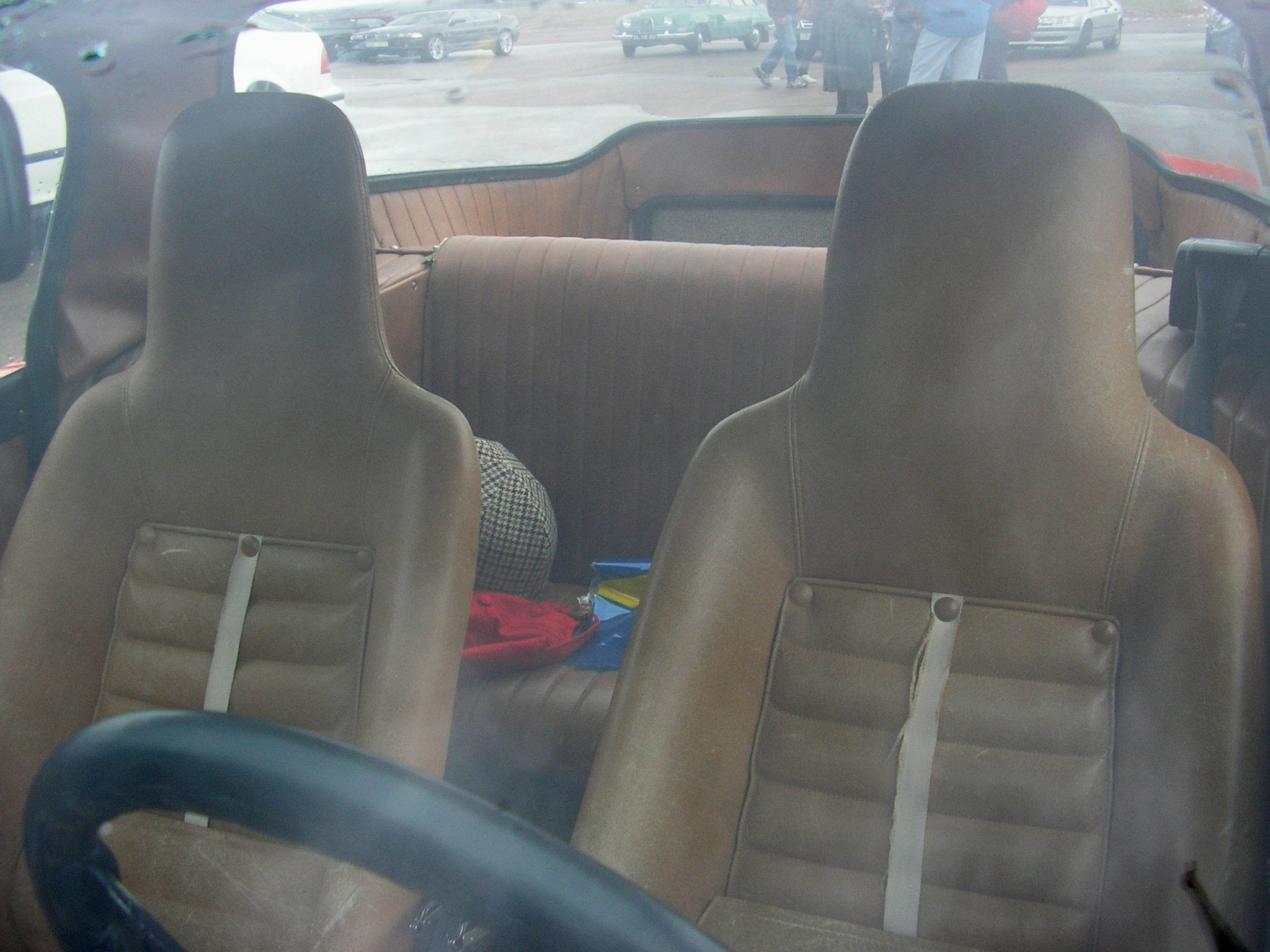
後部座席を備えたサーブ・ソネット・マークII。

標準的な定義では、2+2に分類される全ての車は2つの前部座席と2つの後部座席を持つ。2+2車のその他の共通の特徴としては、後部座席の乗員のための空間が比較的狭いことや2ドアクーペボディが挙げられる。
多くのオープンカーやタルガトップ、ハッチバックが2+2の文字どおり定義に合致するものの、それらが2+2と見なれることは稀である。

## 用例
2+2の定義を満たすが、メーカーが2+2とは説明していない多くのクーペが存在する。これは、2+2という用語が同一モデルの2シーターオープンカー版と区別するために使われることがほとんどなためである。顕著な例は、ジャガー・Eタイプ・フィクストヘッドクーペ2+2、ロータス・エラン2+2、日産・300ZX 2+2、シボレー・モンツァ2+2、1965-1966 フォード・マスタング2+2、ポンティアック・2+2などである。
1965年と1966年のマスタング・ファストバックは「マスタング2+2」として売り出された。これは、標準装備として折り畳み式の後部座席が含まれていたたである。標準の（2シーター）マスタングで「MUSTANG」エンブレムが付いている場所に、2+2モデルでは「MUSTANG 2+2」エンブレムが付けられていた。1967年、後部座席がオプションとなったため、「2+2」という呼称が無くなった。